# Al-Mansur Abu-Bakr
Al-Màlik al-Mansur Sayf-ad-Din Abu-Bakr ibn an-Nàssir Muhàmmad ibn Qalàwun —àrab: الملك المنصور سيف الدين أبو بكر بن الناصر محمد بن قلاوون, al-Malik al-Manṣūr Sayf ad-Dīn Abū Bakr ibn an-Nāṣir Muḥammad ibn Qalāwūn—, més conegut simplement com al-Mansur Abu-Bakr, fou soldà mameluc bahrita o kiptxak del Caire (1341). Era fill d'An-Nàssir Muhàmmad ibn Qalàwun al que va succeir a la seva mort, després que el seu germà més gran, An-Nàssir al-Hasan, havia mort uns mesos abans, i un altre fill més gran, An-Nàssir Muhàmmad, fou eliminat pel pare per considerar-lo massa frívol per regnar.
Al llit de mort el seu pare va aconseguir una reconciliació entre els seus dos principals favorits, Kawsun (que estava casat amb una filla del sultà) i Bashtak, i va fer reconèixer com a successor al seu fill Al-Mansur Abu-Bakr (juny de 1341). Aquest des del principi va mostrar una gran brutalitat, però el poder de fet ja havia passat a mans dels "casals" de mamelucs; els magnats van passar a dirigir l'estat lliurant entre ells les lluites d'influències. A les tres setmanes de govern el seu cunyat Kawsun va obtenir el permís del sultà per arrestar a Bashtak, confiscant la seva fortuna i propietats, i els seus feus (ikta); Bashtak fou enviat captiu a Alexandria on fou executat poc després. A l'agost Kawsun va avortar un complot en contra seva preparat pel sultà, que fou llavors deposat i enviat en exili a l'Alt Egipte sent proclamat el seu germà al-Ashraf Ala ad-Din Kujuk, de sis anys.